# Allan Kemakeza
Sir Allan Kemakeza (1951 –) a Salamon-szigetek miniszterelnöke volt 2001 és 2006 között.
Pártja a People's Alliance Party a 2001-es választásokon a legnagyobb parlamenti párt lett. Kemakazét 2001. december 17-én választották miniszterelnökké.
Kemakeza kormánya megpróbált rendet teremteni az anarchia állapotába süllyedt országban, ahol kisebb polgárháború dúlt. 2003-ban nemzetközi békefenntartó csapatokat hívott be az országba.
2005-ben meglátogatta a Tokióban található, a  második világháborúban elesett japánok tiszteletére is szentelt Jaszukuni-szentélyt, ami kisebb felzúdulást keltett, mivel az emlékmű 14 háborús bűnösnek is emléket állít.
A 2006-os választásokon pártja veszített, Kemakeza lemondott a miniszterelnökségről és de utódja, Snyder Rini lett. Rini fogadtatása – korrupciós ügyei, és kínai kapcsolatai miatt – rendkívül ellenséges volt. Honiarában lázadások törtek ki, amelyek során a kínai negyedben számottevő pusztítást végeztek. Rini pár nap után, 2006. április 26-án lemondott.